# بخش اسپرینگ فیلد (شهرستان گالیا، اوهایو)
بخش اسپرینگ فیلد (به انگلیسی: Springfield Township) یک منطقهٔ مسکونی در ایالات متحده آمریکا است که در شهرستان گالیا، اوهایو واقع شده‌است.
 بخش اسپرینگ فیلد ۹۵٫۵ کیلومتر مربع مساحت و ۳٬۶۶۴ نفر جمعیت دارد و ۲۱۱ متر بالاتر از سطح دریا واقع شده‌است.